# Halbjerg
Halbjerg (oder auch Haldbjerg) ist eine dänische Ortschaft mit 242 Einwohnern (Stand 1. Januar 2023) im Norden Dänemarks. Die Ortschaft liegt im Kirchspiel Understed (Understed Sogn), das bis 1970 zur Harde Dronninglund Herred im damaligen Hjørring Amt gehörte. Mit der Auflösung der Hardenstruktur wurde das Kirchspiel in die Kommune Sæby im neugegründeten Amt Nordjütland aufgenommen, die Kommune wiederum ging mit der Kommunalreform zum 1. Januar 2007 mit anderen Kommunen in der erweiterten Kommune Frederikshavn auf, die zur Region Nordjylland gehört.
Halbjerg liegt etwa fünf Kilometer südlich von Frederikshavn und etwa acht Kilometer nördlich von Sæby.
In der Nähe des Ortes liegt der 95 m hohe Øksnebjerg, von dem man bei guter Sicht auf die Insel Læsø und die drei Städte Sæby, Frederikshavn und Skagen blicken kann.